# Lorenzo da Firenze
Lorenzo da Firenze, Magister Laurentius de Florentia, Masini (... – dicembre 1372 o gennaio 1373), è stato un compositore italiano del XIV secolo.
Egli fu strettamente associato a Francesco Landini a Firenze e fu uno dei compositori dell'Ars nova. 

## Biografia
Poco si conosce della sua vita, ma alcuni dettagli possono essere tratti dalla sua musica. Egli fu docente di musica a Firenze, probabilmente come insegnante dello stesso Landini. Divenne canonico nella chiesa di San Lorenzo posto che mantenne per il resto della sua vita. 
Lorenzo è citato nel Codice Squarcialupi, il manoscritto illustrato che è la principale fonte di notizie sui compositori italiani del XIV secolo. In esso sono contenute 17 opere di Lorenzo di cui 10 madrigali, 6 ballate ed una caccia. Oltre a queste musiche scrisse due numeri di messa, che sono gli unici suoi lavori di musica sacra ad esserci pervenuti (uno dei quali di dubbia attribuzione). Scrisse inoltre un pezzo pedagogico (Antefana), il cui testo dimostra che era un insegnante. 
Il suo stile fu innovatore, qualche volta sperimentale ma, curiosamente, conservatore per altri versi. Mentre usò l'imitazione, una tecnica relativamente nuova e la tessitura eterofonica, una delle più rare nella musica europea, egli usò anche degli intervalli paralleli perfetti. Le voci incrociate erano comuni quando egli scriveva per più di una voce (la maggior parte della sua musica è monofonica).
L'influenza francese è evidente in alcune delle sue opere, come ad esempio alcuni passaggi isoritmici (caratteristici di Machaut, ma rari nella musica italiana).